# 三宅淳一
三宅 淳一（みやけ じゅんいち、1980年1月13日 - ）は、日本の男性声優。青二プロダクション所属。東京都生まれの神奈川県育ち。
妻はイラストレーターの西又葵。

## 略歴
以前は劇団青杜に所属していた。
Boy's Beatのメンバー（他のメンバーに岡本寛志、根本幸多、鈴木賢、河本啓佑）。

## 人物
資格・免許は普通自動車免許。趣味はF1、車、靴。特技はバスケットボール。
2012年のクリスマス辺りから猫を飼いだした。名前は「すず音」。
2016年4月23日　イラストレーターの西又葵との結婚をTwitter等にて報告した。同年5月5日、東京ディズニーランドシンデレラ城にて挙式を執り行った。

## 後任・代役
2014年4月から上咽頭炎のために病気療養することを発表。それによる出演作のキャスト変更は以下のとおり。
- 野島健児 - 『神様と運命覚醒のクロステーゼ』：神風シン[8]
- 柳田淳一 - 『英雄伝説 閃の軌跡III』『英雄伝説 閃の軌跡IV』：パトリック・T・ハイアームズ[9]
- 神原大地 - 『真・三國無双8』、『無双OROCHI3』：郭嘉

なおラジオ出演に関しては継続すると発表しており、出演中のラジオ『E☆2 WEBラジオ ジャッジメントたいむ』に関しては降板せずに同じくパーソナリティーの吉田真弓の補助を受けながら出演を継続することになっている。

## 出演
太字はメインキャラクター。

### テレビアニメ
2005年
- ボボボーボ・ボーボボ（「ね」の店の店員）

2006年
- マージナルプリンス〜月桂樹の王子達〜（シルヴァン・クラーク）

2007年
- 京四郎と永遠の空（七番隊）

2009年
- あにゃまる探偵 キルミンずぅ（桐野リンジ）

2011年
- 俺たちに翼はない（咲夜）

2013年
- 聖闘士星矢Ω（ロゲ）
- 八犬伝―東方八犬異聞―（犬阪毛野〈旦開野〉）
- 八犬伝―東方八犬異聞― 第二期（犬阪毛野〈旦開野〉）
- 魔界王子 devils and realist（ラグエル）

### 劇場アニメ
- ONE PIECE 呪われた聖剣（2004年）
- ONE PIECE THE MOVIE オマツリ男爵と秘密の島（2005年、部下）
- ONE PIECE THE MOVIE カラクリ城のメカ巨兵（2006年）

### OVA
- キングダム・オブ・カオス〜ボーン・トゥ・キル〜（2003年、兵隊）

### Webアニメ
- トミカハイパーシリーズ 緊急配備!!レスキューライナー ブルーポリスライナー ビルダーライナー（2013年、リキ隊員）

### ゲーム
2005年
- マージナルプリンス〜月桂樹の王子達〜（シルヴァン・クラーク）

2006年
- 乙女的恋革命★ラブレボ!!（華原雅紀）
- 乙女の事情（川崎智司）
- ときめきメモリアル Girl's Side 2nd Kiss（井上）
- ルーンファクトリー -新牧場物語-（ザッハ、ラッセル）

2007年
- ルニア戦記（ダイン・クローリー）

2008年
- 神代學園幻光録 クル・ヌ・ギ・ア（夜空三日月、坂本允彦）
- スティールプリンセス〜盗賊皇女〜（トレバー）
- drastic Killer（桜井奏〈ラファエラ＝ヴァイデルニウス〉）
- ユグドラ・ユニオン（ネシア、ミゼル）

2009年
- 仮面ライダー クライマックスヒーローズ シリーズ（仮面ライダーG3-X）
  - 仮面ライダー クライマックスヒーローズ
  - 仮面ライダー クライマックスヒーローズW

- STEAL!（魁堂静一郎）
- 闘真伝（ナレーション）
- 龍が如く3

2010年
- 乙女的恋革命★ラブレボ!! Portable（華原雅紀）
- 仮面ライダー クライマックスヒーローズ オーズ（仮面ライダーG3-X）
- クロヒョウ 龍が如く新章（刈谷祐介）
- スカーレッドライダーゼクス（ギブソン）
- 戦場のヴァルキュリア2 ガリア王立士官学校（ユリウス）

2011年
- 仮面ライダー クライマックスヒーローズ フォーゼ（仮面ライダーG3-X）
- 真・三國無双6 猛将伝（郭嘉）
- 真・三國無双 NEXT（郭嘉）
- 聖闘士星矢戦記（暗黒ペガサス、雑兵、餓鬼）
- 誰にでも裏がある-Happy Gift-（真城慧斗）
- 無双OROCHI 2（郭嘉）

2012年
- オール仮面ライダー ライダージェネレーション2（仮面ライダーG3-X）
- 仮面ライダー 超クライマックスヒーローズ（仮面ライダーG3-X）
- 新・剣と魔法と学園モノ。刻の学園
- 真・三國無双6 Empires（郭嘉）
- スカーレッドライダーゼクスI + FD ポータブル（ギブソン）
- 無双OROCHI2 Special（郭嘉）
- 無双OROCHI2 Hyper（郭嘉）

2013年
- 乙女的恋革命★ラブレボ!! 100kgからはじまる→恋物語（華原雅紀）
- 仮面ライダー バトライド・ウォー（仮面ライダーG3-X）
- 真・三國無双7（郭嘉）
- 真・三國無双7 猛将伝（郭嘉）
- STORM LOVER 2nd（ハイネ）
- 無双OROCHI2 Ultimate（郭嘉）
- 英雄伝説 閃の軌跡（パトリック・T・ハイアームズ）

2014年
- 仮面ライダー サモンライド!
- 仮面ライダー バトライド・ウォーII（仮面ライダーG3-X）
- 真・三國無双7 Empires（郭嘉）

2015年
- 月に寄りそう乙女の作法 〜ひだまりの日々〜（サーシャ・ビュケ・ジャヌカン）

2016年
- 乙女理論とその周辺 -Bon Voyage-（サーシャ・ビュケ・ジャヌカン）

### 吹き替え

#### アニメ
- ジェニーはティーン☆ロボット（受付け、大蛇）

### 特撮
- ウルトラマンボーイのウルころ（ウルトラマンガイアの声）
- ネット版 仮面ライダー×スーパー戦隊×宇宙刑事 スーパーヒーロー大戦乙!〜Heroo!知恵袋〜あなたのお悩み解決します!（仮面ライダーバースの声、仮面ライダーアクセルの声）

### テレビ番組
- アニメ星人 ときめきレシピ[20]
- クローズアップ現代
- ザ・ワイド
- 声優チャット
- トミカハイパーチーム レスキュー＆ポリス GO!（リキ隊員）
- MONDO　MOTORS

### テレビドラマ
- デカワンコ（日本テレビ、ミハイル・フォン・アルト・オッペンバウアー・ゾーン）

### CD
- AIR ドラマCD 第7巻 SUMMER
- 俺たちに翼はない ドラマCD セカンドシーズン 第四巻『夢ゲーム・薔薇色クロスオーバー』（咲夜）
- 異界繁盛記 ひよこや商店（越後屋）
- 乙女的恋革命★ラブレボ!!シリーズ（華原雅紀）
  - 乙女的恋革命★ラブレボ!! 〜Second Stage〜
  - 乙女的恋革命★ラブレボ!! キャラクターCD2「Brand new you」
  - 乙女的恋革命★ラブレボ!! GO!GO!お見舞い大作戦
- 学園ヘヴン
- 結集!ウルトラヒーロー宇宙大決戦!（ウルトラマンガイア）
- ジャッジメントちゃいむシリーズ（白峰鞘）
- 真・三國無双6 烈星・衝天煌舞（郭嘉）
- 真・三國無双7 キャラクターソング集I 〜魏〜（郭嘉）
- テイルズ オブ リバース（ゲイツ）
- ときめきメモリアル Girl's Side 2nd Kiss ドラマ&イメージソングアルバム Vol.2（井上）
- 9S＜ナインエス＞（八代一）
- 八犬伝―東方八犬異聞― イメージソングCD Vol.5 ※Blu-ray第5巻初回限定版特典CD
- 八犬伝―東方八犬異聞― キャラクターソングアルバム Vol.2（犬阪毛野）
- Marginal Prince Drama CD 1 ユウタ学院到着篇（シルヴァン・クラーク）
- Marginal Prince Songs1、2（シルヴァン・クラーク）
- めろ@ドラマCD まんすりぃ 萌音シリーズ（神條豪）
- まんすりぃ萌音 ぼーかるこれくしょんVol.1、2（神條豪）

### BD/DVD
- アニメBD＆DVD「俺たちに翼はない」Volume2 キャラクターコメンタリー（咲夜）
- DVD「ときめきレシピ」イタリアンの巻 〜森田成一&三宅淳一〜

### ラジオ
※はインターネット配信。
- ラブレボ!レボリューション!!（ラジオ大阪）
- レディオマージナル 置鮎龍太郎の「君へおやすみ」（2005年 - 2006年、ラジオ関西）
- 箱根駅伝応援スペシャル〜5夜連続ラジオドラマ『風が強く吹いている』（文化放送）（ユキ）
- 角田信朗 〜傾いて候〜 よっしゃあ! ラジオドラマ『花の慶次』（2012年、TBSラジオ）（伊達小次郎）
- E☆2 ジャッジメントちゃいむ WEBラジオ（2012年 - 2013年、「E☆2」公式サイト内※）
- E☆2 WEBラジオ ジャッジメントたいむ（2013年 - 2015年、「E☆2」公式サイト内※）
- 吉田真弓・三宅淳一の「響け!ねぶロード!」[21]（2015年 - 2017年[22]、HiBiKi Radio Station※）
- NavTube!![23]（2019年 - 、YouTube ProjectNavelRadioチャンネル※）

### 舞台
- Kiramune Presents リーディングライブ『鍵のかかった部屋』[24]
- ストラルドブラグ〜魔神邂逅〜（2010年10月13日-17日、シアターサンモール）ユピテル 役

### その他コンテンツ
- オトメキハイスクール（天王寺若）
- ぼくらのはたらく建機1号機&2号機（リキ隊員）
- トミカプラレールビデオ（リキ隊員）
- 進研ゼミ高校講座 進研ゼミマンガWEB版（大石遼[25]）